# 既酒臣
既酒臣（こせのおみ、生没年不詳）は、6世紀前半の任那日本府の官吏。許勢臣とも。

## 人物
百済王の上表文に、既酒臣（許勢臣）が新羅の侵攻から百済を救援したとあること、その上表文を倭国に届けた使者が許勢哥麻であり、既酒臣（許勢臣）と血縁関係にある倭系百済官僚と理解できることから、既酒臣が対朝鮮半島外交で活躍したことが推測される。
金鉉球や李在碩は、既酒臣は、日本人であるが、百済王権に仕えた倭系百済官僚であると指摘している。その理由は、任那日本府の官吏・印支弥と同様に既酒臣を任那の地に派遣したのは百済であったということによる。印支弥の場合、『日本書紀』欽明紀五年三月条の百済聖明王の上表文のなかに「於印支弥後来，許勢臣時，百済本記云，我留印支弥之後，至既酒臣時，皆未詳，新羅無復侵逼他境」とあり、また『日本書紀』欽明紀五年十一月条「夫遣印支弥於任那者本非侵害其国」とあるように、印支弥は聖明王によって任那に遣わされており、この点こそ倭系百済官僚であることを示しており、既酒臣は印支弥の後任であるため、当然百済から派遣されたはずだという論理的帰結による。